# Buethwiller
Buethwiller es una comuna francesa, situada en el departamento de Alto Rin, en la región  de Alsacia.

## Demografía
| 202 | 174 | 184 | 201 | 218 | 199 | 224 |
| Para los censos de 1962 a 1999 la población legal corresponde a la población sin duplicidades (Fuente: INSEE [Consultar]) |     |     |     |     |     |     |